# Anales de Joseon

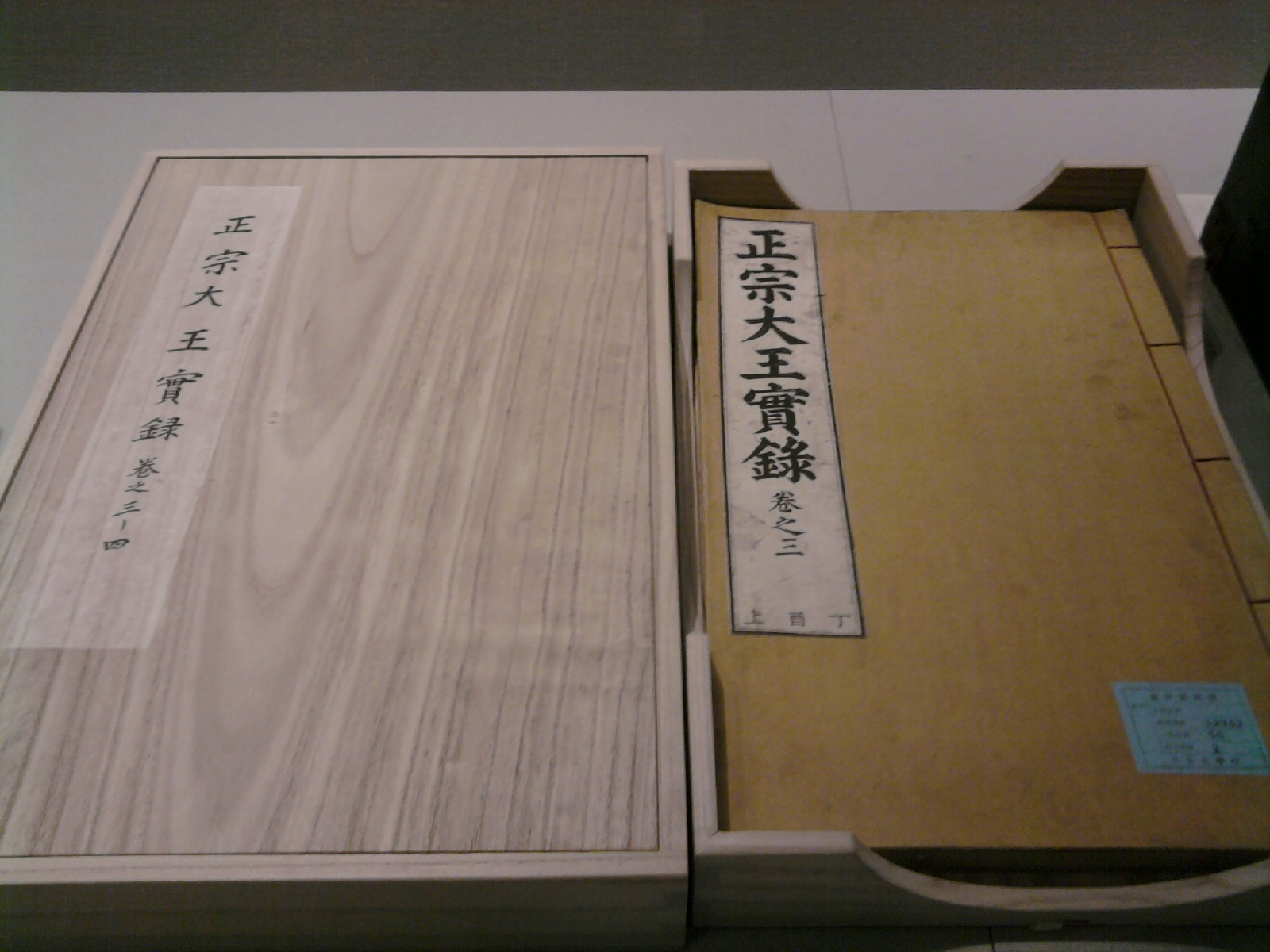
El anal de Joseon - el libro de Jeongjong de Joseon.

Los Anales de la dinastía Joseon (también se conocen como Recuerdo genial de Joseon, en alfabeto hangul: 조선왕조실록) son la compilación de las memorias durante la dinastía Joseon de Corea que conservan la descripción desde 1413 hasta 1865. Los anales o sillok consisten en 1.893 volúmenes que tratan una serie de la historia del único reino probablemente más largo en el mundo. Con excepción de dos libros, los anales de Joseon son el tesoro nacional surcoreano N° 151 y también enlistan al Programa Memoria del Mundo. Totalmente, están compilados en 1.893 capítulos de 888 libros.
Los anales se han digitalizado desde 2006 por el instituto nacional de la historia coreana y se ven en la web con su traducción al coreano moderno y su texto original en hanja. En 2012, el instituto hizo el anuncio de que serían traducidos al inglés para el año 2033.

## Compilación
Durante el reinado de un rey, los historiadores profesionales mantuvieron las memorias extensivas sobre los asuntos nacionales y actividades de la corte. Coleccionaron los documentos y dicen que escribieron las historias diarias que incluyeron los asuntos nacionales y también diplomáticos, económicos, religiosos y los fenómenos meteorológicos. Los recuerdos diarios conformaron a Sacho ("Draft History").  A fin de conservar la neutralidad de los historiadores, la independencia se consideraba muy importante y se trataba con mucho cuidado. Nadie pudo leer parte de las memorias, ni siquiera el rey y si uno de historiadores las mostraba, podía ser ejecutado debido a la fuerte regulación da la credibilidad de los anales.
Sin embargo, el rey Yeonsangun leyó los anales, provocando la persecución entre los subjetos incluso, ejecutaron a un historiador y a otros cinco debido a los contenidos. Como Yeonsangun fue destronado por su tiranización, esta versión se refiere a ilgi (diario). Este incidente terrible da como resultado la rigurosidad más fuerte al cerrar el paso de observación por el rey.
En el posterior Joseon, cuando hubo una gran lucha entre las facciones, cada revisión se realizó por los opositores en varios momentos, por lo tanto, escribieron parte de sacho otra vez, pero fueron idendificados y la versión original fue guardada.
Un punto interesante es que sacho (primer dato de la historia) tiene todas las palabras del rey y su acto, aunque no todos los detalles fueron escritos en los anales finales. Por ejemplo, el tercer rey Taejong falleció a causa de un caballo, diciendo que no sería posible escribirlo. Así que un historiador se disfrazó al lado de los hombres a fin de escribir los actos de Taejong.
Normalmente, al fallecer un rey y al coronarse su heredero, los oficiales de los anales utilizaron sacho (primer dato) a fin de empezar la compilación de sus anales.
Los Anales de los primeros tres reyes de Joseon, los de Taejo (r.1392–1398),  Jeongjong (r.1399–1400), y Taejong (r. 1401–1418) fueron versiones manuscritas. Los anales posteriores desde Sejong el Grande (r. 1418–1450) y a partir de entonces fueron impresos por imprentas de madera y metal, que no eran precedentes en el proceso de publicar los anales en China y Japón.
A fin de guardarlos, cuatro archivos diferentes se establecieron en Chunchugwan, Chungju, Jeonju y Seongju para archivar la reproducción. Sin embargo, todos sin el repuesto de Jeonju fueron quemados durante las Invasiones japonesas de Corea. Después de la guerra, cinco copias más fueron producidas y guardadas en Chunchugwan y los nuevos repositorios en Myohyang-san, Taebaeksan, Odaesan, y Manisan.  La reproducción de Chunchugwan fue perdida debido a la traición de Yi Gwal. La copia de Mani-san fue destruida durante la segunda invasión de Manchú en 1636, así que los restos sin daños fueron traslados a Jeongjok-san en 1678. La copia en Myohyang-san también se trasladó a Jeokseong-san en 1633. Durante la ocupación japonesa de Corea, los japoneses llevaron las copias de los anales en Odae-san a la universidad de Tokio pero pronto la mayoría desapareció debido al Gran terremoto de Kantō de 1923. 47 libros han sobrevivido y en julio de 2006, las copias regresaron a Corea del Sur.

## Contenido
|    | Título                          | Hangul       | Hanja        | Volumen No. (gwon) | Libro No. (chaek) | Reunido en | Reyes                 | Observaciones                                                             |
| -- | ------------------------------- | ------------ | ------------ | ------------------ | ----------------- | ---------- | --------------------- | ------------------------------------------------------------------------- |
| 1  | Anales de Taejo                 | 태조실록     | 太祖實錄     | 15                 | 3                 | 1413       | Taejo de Joseon       |                                                                           |
| 2  | Anales de Jeongjong             | 정종실록     | 定宗實錄     | 6                  | 1                 | 1426       | Jeongjong de Joseon   |                                                                           |
| 3  | Anales de Taejong               | 태종실록     | 太宗實錄     | 36                 | 16                | 1431       | Taejong de Joseon     |                                                                           |
| 4  | Anales de Sejong                | 세종실록     | 世宗實錄     | 163                | 67                | 1454       | Sejong de Joseon      |                                                                           |
| 5  | Anales de Munjong               | 문종실록     | 文宗實錄     | 13                 | 6                 | 1455       | Munjong de Joseon     |                                                                           |
| 6  | Anales de Danjong               | 단종실록     | 端宗實錄     | 14                 | 6                 | 1469       | Danjong de Joseon     | Cambiado el nombre de Diario de Nosangun (노산군일기, 魯山君日記) en 1698 |
| 7  | Anales de Sejo                  | 세조실록     | 世祖實錄     | 49                 | 18                | 1471       | Sejo de Joseon        |                                                                           |
| 8  | Anales de Yejong                | 예종실록     | 睿宗實錄     | 8                  | 3                 | 1472       | Yejong de Joseon      |                                                                           |
| 9  | Anales de Seongjong             | 성종실록     | 成宗實錄     | 297                | 47                | 1499       | Seongjong de Joseon   |                                                                           |
| 10 | Diario de Yeonsangun            | 연산군일기   | 燕山君日記   | 63                 | 17                | 1509       | Yeonsangun de Joseon  |                                                                           |
| 11 | Anales de Jungjong              | 중종실록     | 中宗實錄     | 105                | 53                | 1550       | Jungjong de Joseon    |                                                                           |
| 12 | Anales de Injong                | 인종실록     | 仁宗實錄     | 2                  | 2                 | 1550       | Injong de Joseon      |                                                                           |
| 13 | Anales de Myeongjong            | 명종실록     | 明宗實錄     | 34                 | 21                | 1571       | Myeongjong de Joseon  |                                                                           |
| 14 | Anales de Seonjo                | 선조실록     | 宣祖實錄     | 221                | 116               | 1616       | Seonjo de Joseon      |                                                                           |
| 14 | Anales de Seonjo (revisión)     | 선조수정실록 | 宣祖修訂實錄 | 42                 | 8                 | 1657       | Seonjo de Joseon      |                                                                           |
| 15 | Diario de Gwanghaegun           | 광해군일기   | 光海君日記   | 187                | 64                | 1633       | Gwanghaegun de Joseon |                                                                           |
| 15 | Diario de Gwanghaegun           | 광해군일기   | 光海君日記   | 187                | 40                | 1653       | Gwanghaegun de Joseon |                                                                           |
| 16 | Anales de Injo                  | 인조실록     | 仁祖實錄     | 50                 | 50                | 1653       | Injo de Joseon        |                                                                           |
| 17 | Anales de Hyojong               | 효종실록     | 孝宗實錄     | 21                 | 22                | 1661       | Hyojong de Joseon     |                                                                           |
| 18 | Anales de Hyeonjong             | 현종실록     | 顯宗實錄     | 22                 | 23                | 1677       | Hyeonjong de Joseon   |                                                                           |
| 18 | Anales de Hyeonjong (revisión)  | 현종개수실록 | 顯宗改修實錄 | 28                 | 29                | 1683       | Hyeonjong de Joseon   |                                                                           |
| 19 | Anales de Sukjong               | 숙종실록     | 肅宗實錄     | 65                 | 73                | 1728       | Sukjong de Joseon     |                                                                           |
| 20 | Anales de Gyeongjong            | 경종실록     | 景宗實錄     | 15                 | 7                 | 1732       | Gyeongjong de Joseon  |                                                                           |
| 20 | Anales de Gyeongjong (revisión) | 경종수정실록 | 景宗修訂實錄 | 5                  | 3                 | 1781       | Gyeongjong de Joseon  |                                                                           |
| 21 | Anales de Yeongjo               | 영조실록     | 英祖實錄     | 127                | 83                | 1781       | Yeongjo de Joseon     | Cambiado el nombre de (영종실록, 英宗實錄) en 1899                        |
| 22 | Anales de Jeongjo               | 정조실록     | 正祖實錄     | 54                 | 56                | 1805       | Jeongjo de Joseon     | Cambiado el nombre de (정종실록, 正宗實錄) en 1899                        |
| 23 | Anales de Sunjo                 | 순조실록     | 純祖實錄     | 34                 | 36                | 1838       | Sunjo de Joseon       | Cambiado el nombre de (순종실록, 純宗實錄) en 1899                        |
| 24 | Anales de Heonjong              | 헌종실록     | 憲宗實錄     | 16                 | 9                 | 1851       | Heonjong de Joseon    |                                                                           |
| 25 | Anales de Cheoljong             | 철종실록     | 哲宗實錄     | 15                 | 9                 | 1865       | Cheoljong de Joseon   |                                                                           |
| 26 | Anales de Gojong                | 고종실록     | 高宗實錄     | 52                 | 52                | 1934       | Gojong de Corea       | Comúnmente excluidos de la colección por los investigadores coreanos      |
| 27 | Anales de Sunjong               | 순종실록     | 純宗實錄     | 22                 | 8                 | 1934       | Sunjong de Corea      | Comúnmente excluidos de la colección por los investigadores coreanos      |

## Exclusión
Los anales de los dos reyes del fin, los emperadores de Gojong y Sunjong han sido excluidos desde los anales. Como el Imperio de Corea estaba bajo la persecución japonesa, los dos de Gojong sillok y Sunjong sillok se consideran una falsificación de los acontecimientos. Aunque dos anales se incluyen en el proyecto de traducción por el instituto nacional de la historia coreana, no se incorporan en el tesoro nacional surcoreano y tampoco en la lista de Programa Memoria del Mundo. Pues los anales tratan los registros de 25 reyes desde el primer Taejo (1392) hasta Cheoljong (1863), 471 años.